# Кран (Словения)
Вижте пояснителната страница за други значения на Кран.
Кран (на словенски: Kranj; на сръбски: Крањ; на немски: Krainburg) е третата по големина градска община и четвърти по големина град в Словения с население от 35 587 души. Намира се на около 20 км северозападно от Любляна, като на мястото тече река Кокра прилив на Сава (река). С Любляна е свъразан с автомагистрала (Е61) Любляна – Йесенице – Филах (Австрия) – Мюнхен (Германия). Летището Любляна Йоже Пучник в Бърник е също много близо до Кран. Център на Горенски регион и основно силно свързан с електронната и химическа индустрии. Благодарение на своето положение на прекрасни пътища и близостта с границите на Италия и Австрия, градът има важно транспортно-търговско значение.

## Население
Градската община Кран обхваща следните селища:
Бабни Врът, Бобовек, Брег об Сави, Бритоф, Чадовле, Чепуле, Голник, Гориче, Храстие, Иловка, Яма, Ямник, Яворник, Кокрица, Кран, Лавтарски Връх, Летенице, Мавчиче, Мея, Млака при Кран, Немиле, Нивица, Ореховле, Пангършица, Планица, Подблица, Подреча, Повле, Праше, Предосле, Пшево, Раковица, Сподна Бесница, Сподне Битне, Сраковле, Средна вас – Гориче, Средне Битне, Суха при Предослах, Свети Йощ над Кранем, Шутна, Татинец, Тенетише, Тръстеник, Забуковие, Залог, Згорна Бесница, Згорне Битне, Жабница, Жабле.

## Забележителности
- Старият град е добре съхранен и разположен в място, където в река Сава се влива неголямата река Кокра
- „Ратуша“ – образувана от обединението на две сгради от различни епохи и стилове, първата датира от средата на XVI век, втората е построена в началото на XVII век и първоначално е било за аристократични особи
- Църква „Св. Канциян“ – първата църква на това място е била построена още в VI век, което показват археологическите разкопки, първоначално е построена в романски стил, а в края на XIV век – готически[1]
- Останки от градски стени – градските стени са построени в XV век като до наши дни са запазени от тях фрагменти, също така и Връхната врата
- Каньон „Кокра“ – живописен горен каньон в околността на Кран, природен паметник
- Водопад „Шум“ в Бесница[2]
- Хълм „Шмариетна“[3]
- Хълм „Св. Йощ“
- „Плечникови стъпки“
- „Храстие“
- Замък „Кизелщайн“

## Побратимени и приятелски градове
| Побратимени градове: - – Ла Сиота, Франция - – Олдхам, Великобритания - – Риволи, Италия - – Баня Лука, Босна и Херцеговина - – Битоля, Северна Македония - – Херцег Нови, Черна гора - – Осиек, Хърватия - – Земун, Сърбия - – Котор Варош, Босна и Херцеговина - – Сента, Сърбия - – Айзенкапел Фелах, Австрия | Приятелски градове: - – Пула, Хърватия - – Амберг, Германия - – Нови Сад, Сърбия - – Зеница, Босна и Херцеговина - – Зинген, Германия - – Филах, Австрия |